# Moulin de la Galette
Moulin de la Galette jest to wiatrak położony na szczycie dzielnicy Montmartre w Paryżu. Rejon wokół młyna jest popularny wśród paryskich artystów oraz pisarzy. W przeszłości bary oraz kawiarnię wokół Moulin de la Galette były odwiedzane m.in. przez Auguste Renoira, Pablo Picasso, Vincenta van Gogha, Henri de Toulouse-Lautreca oraz Ramona Casasa.
Od 1939 roku młyn posiada status monumentu.
Nad młynem de la Galette powstała restauracja działająca pod nazwą Moulin Radet. Nazwa restauracji wzięła nazwę od nazwiska rodziny która była właścicielem młyna Galette. Wnętrze restauracji jest ozdobione licznymi portretami, głównie autorstwa Renoira.